# Dosenlocher

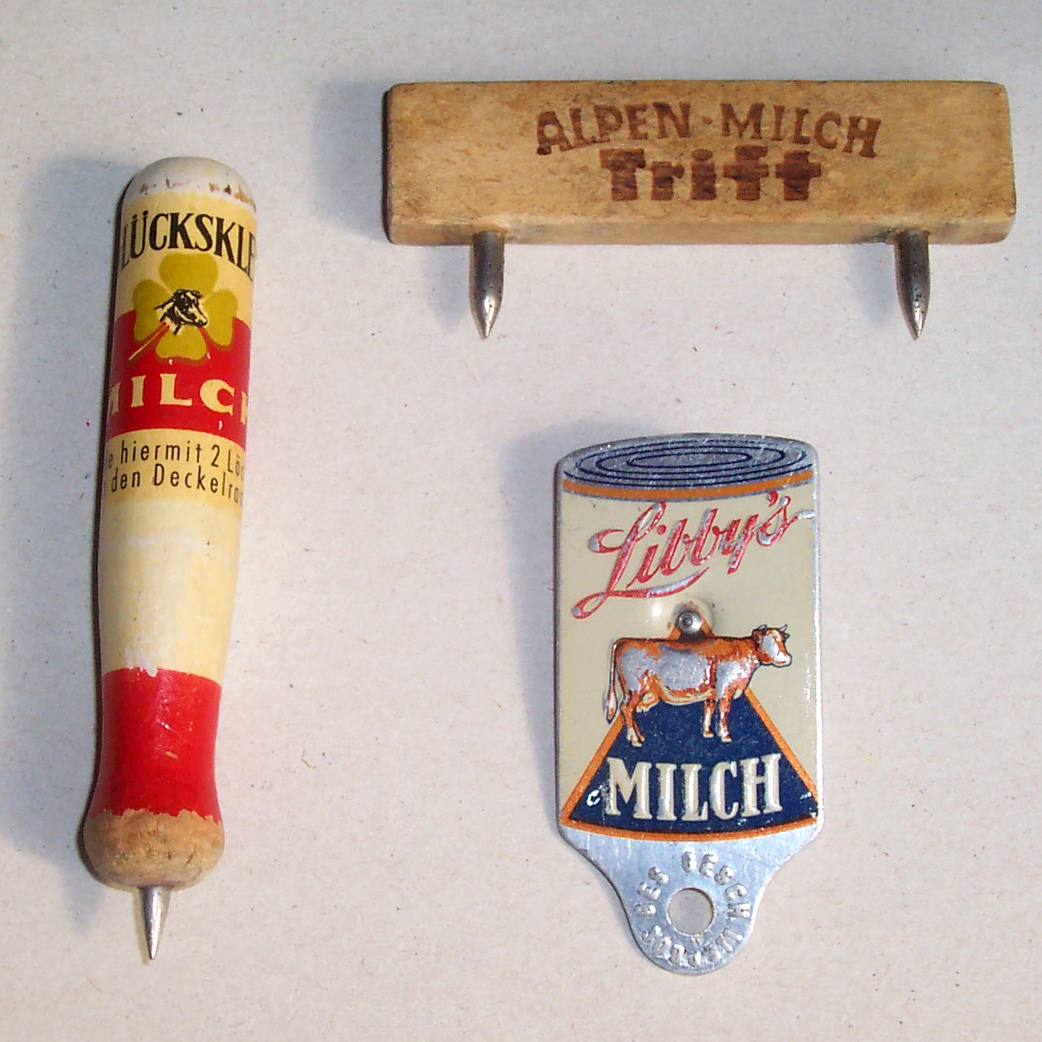
Drei verschiedene Typen von Dosenlochern

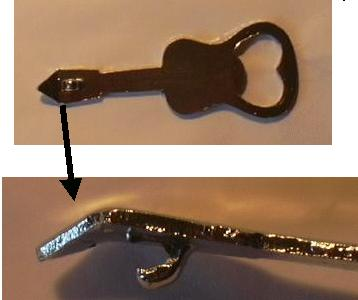
Dosenstecher mit Kapselheber, Detailaufnahme des Dorns mit Haken

Dosenlocher oder Dosenstecher (auch Dosenpiekser, Milchdosenöffner, Milchdosenlocher, Dosenmilchöffner) sind Küchengeräte zum Öffnen von Kondensmilchdosen. Sie bestehen aus einem Handgriff aus Holz, Metall oder Kunststoff, der an einem Ende mit einem metallenen Dorn versehen ist. Mit diesem wird ein Loch in den Dosendeckel gestochen, um die Milch ausgießen zu können.
Eine weitere Art des Milchdosenöffners wird meist als Kombination mit einem Flaschenöffner (Kapselheber) produziert. Sie hat entweder einen Griff aus Holz oder Metall oder besteht insgesamt aus einem Metallstreifen, der auf der einen Seite zum Kapselheber und auf der anderen zum Dosenlocher umgeformt ist. Der Dosenlocher besteht hier aus einem nach unten gebogenen Dreieck mit einem darunterliegenden Haken. Der Haken wird unter den Dosenrand gesetzt. Dann wird der als Hebel dienende Griff (bzw. die Seite mit dem Kapselheber) angehoben und der Dorn bohrt sich in die Dose. Damit ist ein Ausgussloch geschaffen.
Eine nicht mehr produzierte Art von Dosenlochern bestand ebenfalls aus Metall: Unter einer Metallplatte war ein Dorn, der mit der flachen Hand in die Milchdose gedrückt oder geschlagen werden konnte. Eine Variante dieses Typs – die ebenfalls nicht mehr produziert wird – war aus Holz und hatte zwei, teilweise auch nur einen Metalldorn.
Unter Unterdruck stehende Glasbehälter mit Metalldeckel können einfacher geöffnet werden, wenn mit Hilfe dieses Werkzeugs ein Loch in den Deckel gestanzt wird, damit so Luft in den Glasbehälter strömen kann und der den Deckel festhaltende Unterdruck auf diesem Wege beseitigt wird.
Dosenlocher werden auch zum Prickeln eingesetzt. Hierbei handelt es sich um eine Basteltechnik, bei der Motive aus Pappe mit einer Nadel ausgestanzt werden.